# Titularbistum Giufi
Giufi (lateinisch Dioecesis Giufitana) ist ein Titularbistum der römisch-katholischen Kirche.
Es geht zurück auf einen untergegangenen Bischofssitz in der gleichnamigen antiken Stadt, die in der römischen Provinz Africa proconsularis (heute nördliches Tunesien) lag. Der Bischofssitz war der Kirchenprovinz Karthago zugeordnet.
| Titularbischöfe von Giufi |                                           |                                                                            |                    |                    |
| Nr.                       | Name                                      | Amt                                                                        | von                | bis                |
| 1                         | John Baptist Hubert Theunissen SMM        | Apostolischer Vikar von Blantyre (Föderation von Rhodesien und Njassaland) | 25. Dezember 1949  | 25. April 1959     |
| 2                         | Bogdan Dobranow                           | Apostolischer Vikar von Sofia und Plowdiw (Bulgarien)                      | 10. Oktober 1959   | 14. Dezember 1978  |
| 3                         | Petar Čule Titularerzbischof pro hac vice | emeritierter Bischof von Mostar-Duvno (Bosnien und Herzegowina)            | 14. September 1980 | 29. Juli 1985      |
| 4                         | Edouard Mathos                            | Weihbischof in Bossangoa (Zentralafrikanische Republik)                    | 28. August 1987    | 6. November 2004   |
| 5                         | Tomé Ferreira da Silva                    | Weihbischof in São Paulo (Brasilien)                                       | 9. März 2005       | 26. September 2012 |
| 6                         | José Mário Angonese                       | Weihbischof in Curitiba (Brasilien)                                        | 20. Februar 2013   | 31. Mai 2017       |
| 7                         | Jesús Castro Marte                        | Weihbischof in Santo Domingo (Dominikanische Republik)                     | 1. Juli 2017       | 30. Mai 2020       |
| 8                         | Valter Magno de Carvalho                  | Weihbischof in São Salvador da Bahia (Brasilien)                           | 4. November 2020   | 22. Mai 2025       |